# شون ساتو
شون ساتو (باليابانية: 佐藤 隼) (16 مارس 1997 في كاناغاوا في اليابان – )؛ هو لاعب كرة قدم سابق كان يلعب كحارس مرمى.

## وصلات خارجية
- شون ساتو على موقع رابطة كرة القدم اليابانية للمحترفين (اليابانية)
- شون ساتو على موقع Soccerway.com (الإنجليزية)